# Cantó de Vittel
El cantó de Vittel és un cantó francès del departament dels Vosges, situat al districte de Neufchâteau. Té 21 municipis i el cap és Vittel.

## Municipis
- Bazoilles-et-Ménil
- Contrexéville
- Dombrot-le-Sec
- Domèvre-sous-Montfort
- Domjulien
- Estrennes
- Gemmelaincourt
- Haréville
- Lignéville
- Monthureux-le-Sec
- La Neuveville-sous-Montfort
- Offroicourt
- Rancourt
- Remoncourt
- Rozerotte
- They-sous-Montfort
- Thuillières
- Valfroicourt
- Valleroy-le-Sec
- Vittel
- Viviers-lès-Offroicourt

## Història
| Data d'elecció                           | Identitat                 | Partit        | Qualitat |
| ---------------------------------------- | ------------------------- | ------------- | -------- |
| 1945-1976                                | Guy de La Motte Bouloumié | RI            |          |
| 1976-1982                                | Serge Beltrame            | PS            |          |
| 1982-2001                                | Hubert Voilquin           | UDF           |          |
| 2001-2007                                | René Blein                | Divers droite |          |
| 2007-                                    | Jean-Jacques Gaultier     | UMP           |          |
| les dades anteriors no són pas conegudes |                           |               |          |
|                                          |                           |               |          |

## Demografia
| A partir de 1990: Població sense dobles comptes |